# 阿拉托卡
阿拉托卡是哥倫比亞的城鎮，位於該國東北部，由桑坦德省負責管轄，距離首府布卡拉曼加70公里，始建於1750年，面積170平方公里，海拔高度1,803米，2003年人口7,901。
6°42′N 73°01′W / 6.700°N 73.017°W